# Enchantimals: le storie di Enchantiland
Enchantimals: le storie di Enchantiland (Enchantimals: Tales From Everwilde) è una serie televisiva a cartoni animati statunitense basata sulla linea di giocattoli della Mattel, nella scia delle precedenti serie animate Monster High e Ever After High. In Nord America è andato in onda su Nick Jr., in Italia dal 10 giugno 2019 su Frisbee.

## Trama
Everwilde è un posto accogliente dove vivono alcune ragazze adorabili chiamate Enchantimals. Il loro motto è "Volersi bene è tutto per noi".

## Personaggi principali
- Felicity la volpe: Lesta, intelligente, avventurosa e molto curiosa verso tutto il mondo che la circonda. Doppiata in italiano da Martina Felli[3]
- Patter il pavone: Fiera delle sue piume all'ultima moda, le piace incoraggiare le sue amiche ad essere fiere di loro stesse. È in grado di volare; il suo animaletto è Flap.
- Bree il coniglietto: La più furbetta tra le Enchantimals, escogita sempre varie soluzioni e idee per divertirsi.
- Sage la puzzola: La sua mente è veloce quanto i suoi piedi. Inoltre è una scaltra risolutrice di problemi. Doppiata in italiano da Perla Liberatori[3]
- Danessa il cerbiatto: È la più tranquilla e timida del gruppo. È anche una dottoressa insieme a Sprint, il suo cucciolo.